# Håvard Nybø
Håvard Nybø (* 11. April 1983) ist ein ehemaliger norwegischer Radrennfahrer.
Håvard Nybø wurde 2004 norwegischer Meister im Straßenrennen der U23-Kategorie. Ab 2005 fuhr er dann für die dänische Mannschaft Glud & Marstrand Horsens. In seiner zweiten Saison dort gewann er jeweils eine Etappe beim Fana Sykkelfestival, beim Ringerike Grand Prix und bei der Tour de Liège. Von 2007 bis 2009 fuhr Nybø für das norwegische Continental Team Sparebanken Vest. 2009 gewann er den  Rogaland Grand Prix. Zum Ende der Saison beendete er seine Radsportlaufbahn.

## Erfolge
2004
- Norwegischer Meister (U23) – Straßenrennen

2006
- eine Etappe Ringerike Grand Prix

2009
- Rogaland Grand Prix

## Teams
- 2005 Glud & Marstrand Horsens
- 2006 Glud & Marstrand Horsens
- 2007–2009 Sparebanken Vest